# Elegie (sbírka)
Elegie jsou pátou básnickou sbírkou Jiřího Ortena. Dílo bylo sepsáno v roce 1941, těsně před autorovou smrtí, z cenzurních důvodů bylo ovšem poprvé vydáno až po druhé světové válce, v roce 1946. Jedná se o sbírku 9 elegií, jejichž hlavním tématem je básníkovo zamýšlení nad smyslem života, vírou, láskou a loučení se s mládím a s ním spojenou naivitou.

## Obsah
Básnická sbírka obsahuje 9 básní.
1. První – První elegie je o ztracené lásce. Lásku přirovnává ke smrti.
2. Druhá – Hlavním tématem druhé elegie je opět nešťastná láska. Píše o zemi, která je pro něj symbolem jediné stálosti, když ho láska opouští.
3. Třetí – Třetí elegie je zasazena do kontextu snu, který vytváří její kompoziční rámec. Lyrický subjekt chce odplout ze světa, touží po smrti. Nakonec se ovšem probouzí, sen mu nenechá možnost spásy smrtí.
4. Čtvrtá
5. Pátá – Čtvrtá a pátá elegie je o autorově dětství. Popisuje své zážitky a pocity z mizejícího mládi. Uvědomuje si jeho nenávratnost a přijímá tragiku osudu
6. Šestá – V šesté elegii lyrický subjekt popisuje absurditu lidského údělu. Zasazuje báseň do prostředí cirkusu, na němž absurditu ukazuje.
7. Sedmá – Sedmá elegie je psána formou dopisu autorce románů Karině Michaelisové. Oslovením poukazuje na touhu po lásce a porozumění druhého člověka. Lyrický subjekt se dožaduje Boha, následně ho však popírá.
8. Osmá – Lyrický subjekt v osmé elegii přijímá smrt a loučí se s minulostí. Dochází k vyrovnání a smíření s lidským osudem.
9. Devátá – Poslední elegie je v duchu loučení. Lyrický subjekt děkuje za to, co mohl prožít, za všechny krásy, radosti i zklamání, které mu život dal. Začíná nový život.[1][2]

### Dílo online
ORTEN, Jiří. Elegie. Praha: Čin, 1946. 58 s. Dostupné online. Jiří Orten, [pseud.] Vl. jm. autora: Ohrenstein, Jiří.